# Paecilaema lobipictum
Paecilaema lobipictum is een hooiwagen uit de familie Cosmetidae.